# 연방교육연구부 (독일)
연방교육연구부(독일어: Bundesministerium für Bildung und Forschung, BMBF, 영어: Federal Ministry of Education and Research)는 독일연방공화국의 연방내각 부처이다. 본에 본청이 있으며 베를린에 제2청이 있다. 현재 연방교육연구부 장관은 자유민주당 소속의 베티나 슈타크바칭거이다.